# Сахалинская областная дума
Сахалинская областная дума — законодательный (представительный) однопалатный орган государственной власти Сахалинской области, является постоянно действующим высшим и единственным органом законодательной власти области.

## История
В октябре 1993 года, вслед за роспуском Верховного Совета Российской Федерации, в соответствии с Указом Президента Российской Федерации от 9 октября 1993 № 1617 «О реформе представительных органов власти и органов местного самоуправления в Российской Федерации» и постановлением губернатора Сахалинской области от 16 октября 1993 № 251 «О реформировании областного и Малого Советов народных депутатов Сахалинской области» была прекращена деятельность Сахалинского областного Совета народных депутатов.
В соответствии с Указом Президента Российской Федерации от 22 октября 1993 № 1723 «Об основных началах организации государственной власти в субъектах Российской Федерации» и постановлением губернатора Сахалинской области от 16 февраля 1994 № 65 утверждено Временное положение об областной Думе — законодательном (представительном) органе государственной власти Сахалинской области. Положением установлено, что областная Дума состоит из 16 депутатов, избираемых населением области на основе всеобщего равного и прямого избирательного и прямого права сроком на два года.
27 марта 1994 года состоялись выборы в Сахалинскую областную Думу первого созыва. В связи с тем, что выборы по городу Южно-Сахалинску, проведенные в марте 1994 года, а также повторные выборы в июле 1994 года, были признаны несостоявшимися, областная Дума первого созыва состояла из 12 депутатов.

## Постоянные комитеты
- по экономическому развитию
- по государственному строительству, регламенту и местному самоуправлению
- по социальной политике
- по бюджету и налогам
- по спорту, туризму и молодежной политике
- по экологии и природопользованию

## Фракции
- Единая Россия — 19 (руководитель — Плотников Алексей Витальевич)
- КПРФ — 2 (руководитель — Ашихмин Павел Георгиевич)
- Новые люди — 2 (руководитель — Веденеев Роман Сергеевич)
- ЛДПР — 1 (руководитель — Баранов Виталий Николаевич)
- Российская партия пенсионеров за социальную справедливость — 1 (руководитель — Выголов Юрий Федорович)
- Справедливая Россия — За правду — 1 (руководитель — Полицинский Вадим Александрович)

## Сенатор Российской Федерацииот Сахалинской областной думы
- Хапочкин Андрей Алексеевич — с 6 октября 2022 года